# トートロジー
トートロジー（英: tautology, 希: ταυτολογία, 語源はギリシャ語で「同じ」を意味するταυτοから）とは、ある事柄を述べるのに、同義語または類語または同語を反復させる修辞技法のこと。同義語反復、類語反復、同語反復等と訳される。関連した概念に冗語があり、しばしば同じ意味で使われることもある。また、撞着語法はトートロジーの反対の技法である。

## 同語反復
同語反復（どうごはんぷく）とは「私は私であり、君は君である」のように、等値を示す語によって同じ言葉を繰り返すことである。
文学、評論等、言語表現における技巧のひとつとして用いられる。
「AはAである」は、例えば「AはあくまでAであって他のものとは異なる」という注意喚起、あるいは「Aは所詮Aであってそれ以上ではない」という主張、等々の筆者（話者）の意図を含み得る。また同様に「AはAであり、BはBである」は、例えば「AとBを混同すべきではない」という注意喚起、あるいは「AとBは（ある文脈で）異質である」という主張、等々を含意し得る。
言葉遊びとしては、「非AとはAに非ざること也」「ABとはAをBすること也」といった、説明を避けて相手をけむにまく表現がある。

### 例
- 未成年の小学生[4]
- 雨の降る日は天気が悪い[4]
- 力とはパワーだ。
- この川は深いから深い。
- トートロジーはトートロジーであり、トートロジー以外の何物でもない。
- 無関心とは、関心がないということだ。
- 知る人ぞ知る。
- 楽しいは楽しい。
- 初めましての方は初めまして。
- 最高オブ最高。
- 人は殺されれば死ぬ。
- "Oh, East is East, and West is West, and never the twain shall meet, ..." — キップリング "The Ballad of East and West" (q:en, s:en, ) より
- Dogs eat dog food.
- イチジク浣腸と書いてないのはイチジク浣腸ではありません（1956年のイチジク製薬の広告コピー） - 当時はイチジク浣腸の類似品が多数流通していた[5]。
- A Volkswagen is a Volkswagen（フォルクスワーゲンの広告コピー）[5]
- 今のままではいけないと思います。だからこそ、日本は今のままではいけないと思っている。（小泉進次郎の2019年の発言）[6] - 元々の発言が切り取られてインターネット・ミーム化したもの。小泉の元々の発言は、世界の環境問題に関して、直前の話題が世界に対する日本の発信力だった事を受けた「（世界の環境問題は）今のままではいけないと思います。だからこそ日本は今のままではいけないということをもっと発信していかないといけない」というもの。
- 毎日でも食べたいということは、毎日でも食べているというわけではない。（小泉進次郎の2019年の発言）[6]
- リモートワークができているおかげで、公務もリモートでできるものができたというのは、リモートワークのおかげですから非常に良かったことだと思っています。（小泉進次郎の2021年の発言）[7]

## 同義語反復
- 私の親は男の父だ。
- 頭痛が痛い。
- 馬から落馬した。

これらのような表現も、言い換えによる広義トートロジーとされる。